# Cha của các bom
"Cha của các loại bom" (tiếng Nga: Авиационная вакуумная бомба повышенной мощности-АВБПМ) là tên hiệu của một loại vũ khí hàng không của Nga được tuyên bố mạnh gấp 4 lần loại bom GBU-43/B (hay còn được gọi là "Mẹ của các bom"), đưa nó trở thành loại vũ khí thông thường (hay vũ khí phi hạt nhân) mạnh nhất trên thế giới.
Nó đã thành công qua các lần thử nghiệm đêm 11 tháng 9 năm 2007, khi nó được thả rơi từ chiếc máy bay ném bom hạng nặng Tupolev Tu-160 với một cái dù và phát nổ. Nga nói rằng loại vũ khí này có đương lượng nổ tương đương với 44 tấn TNT, do nó sử dụng 7,8 tấn loại thuốc nổ mạnh mới, được tuyên bố được tạo thành bằng "công nghệ nano". So với bom GBU-43/B có đương lượng nổ tương đương với 11 tấn TNT, tạo thành từ 8 tấn thuốc nổ mạnh nhồi trong bom. Bán kính nổ phá của loại bom này là 300 m, gấp hai lần bom GBU-43/B.
Câu hỏi được đặt ra là khả năng công phá của nó và liệu có thể thả được loại bom này từ một máy bay ném bom Tupolev. Từ các bức ảnh chụp được và các đoạn video của bom, có thể suy đoán nó được thiết kế để thả ra từ phía sau của một máy bay di chuyển chậm, đoạn video về cuộc thử nghiệm thả bom không quay cả bom và máy bay ném bom Tupolev trong cùng một cảnh.
Mặc dù hiệu quả của nó được công bố tương đương với loại vũ khí hạt nhân, nhưng nó chỉ có thể so sánh được với loại vũ khí hạt nhân thấp nhất. M-388 Davy Crockett, một loại vũ khí hạt nhân nhỏ nhất, có thể có sức công phá từ 10-20 tấn TNT tới trên 500 tấn TNT. "Cha của các bom" chỉ bằng khoảng 0,3% năng lượng nổ của quả bom nguyên tử được sử dụng ở Hiroshima (đương lượng nổ khoảng 13.000 tấn TNT).